# St. Laurentius (Neustadt an der Orla)

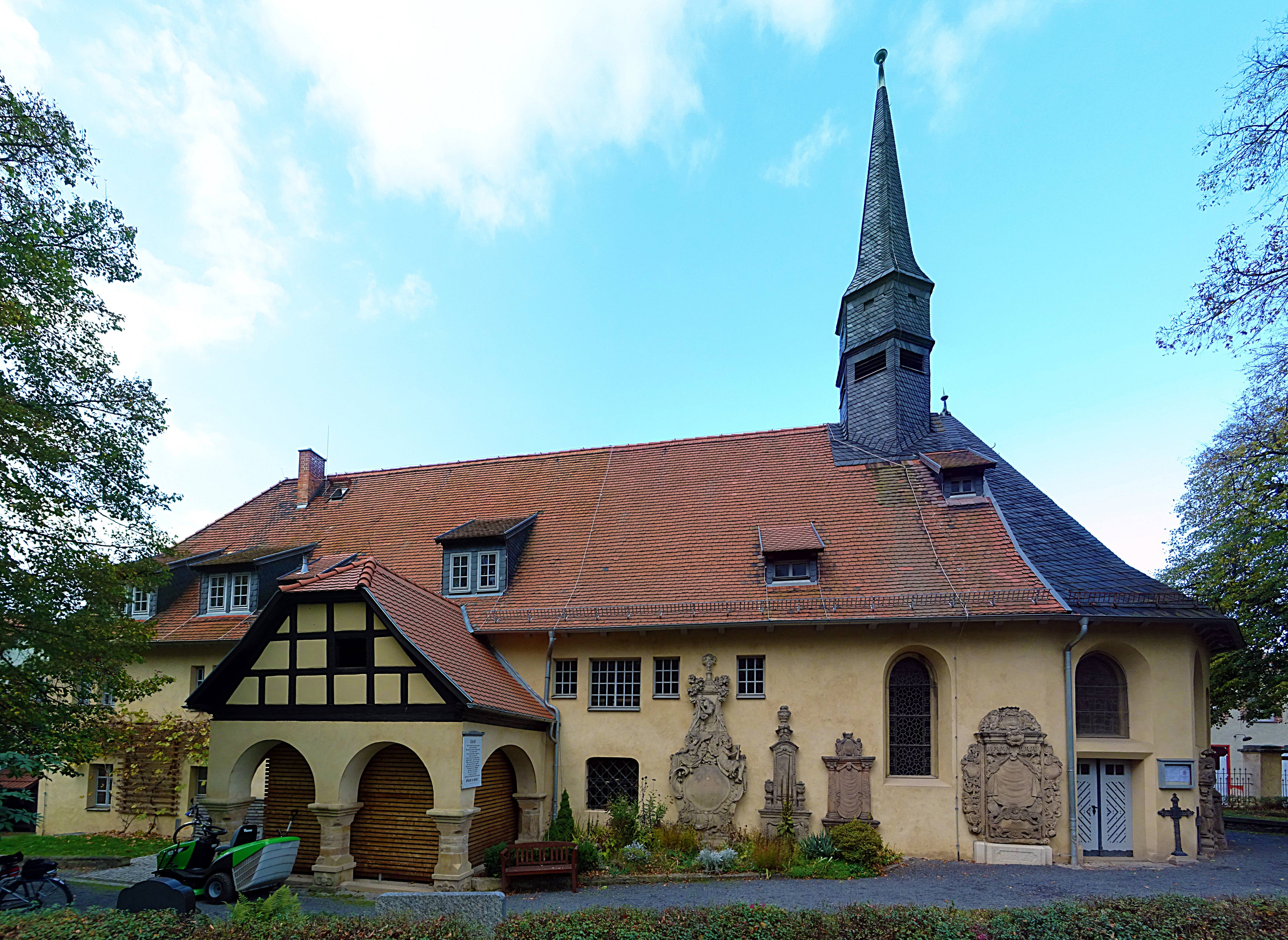
St. Laurentius

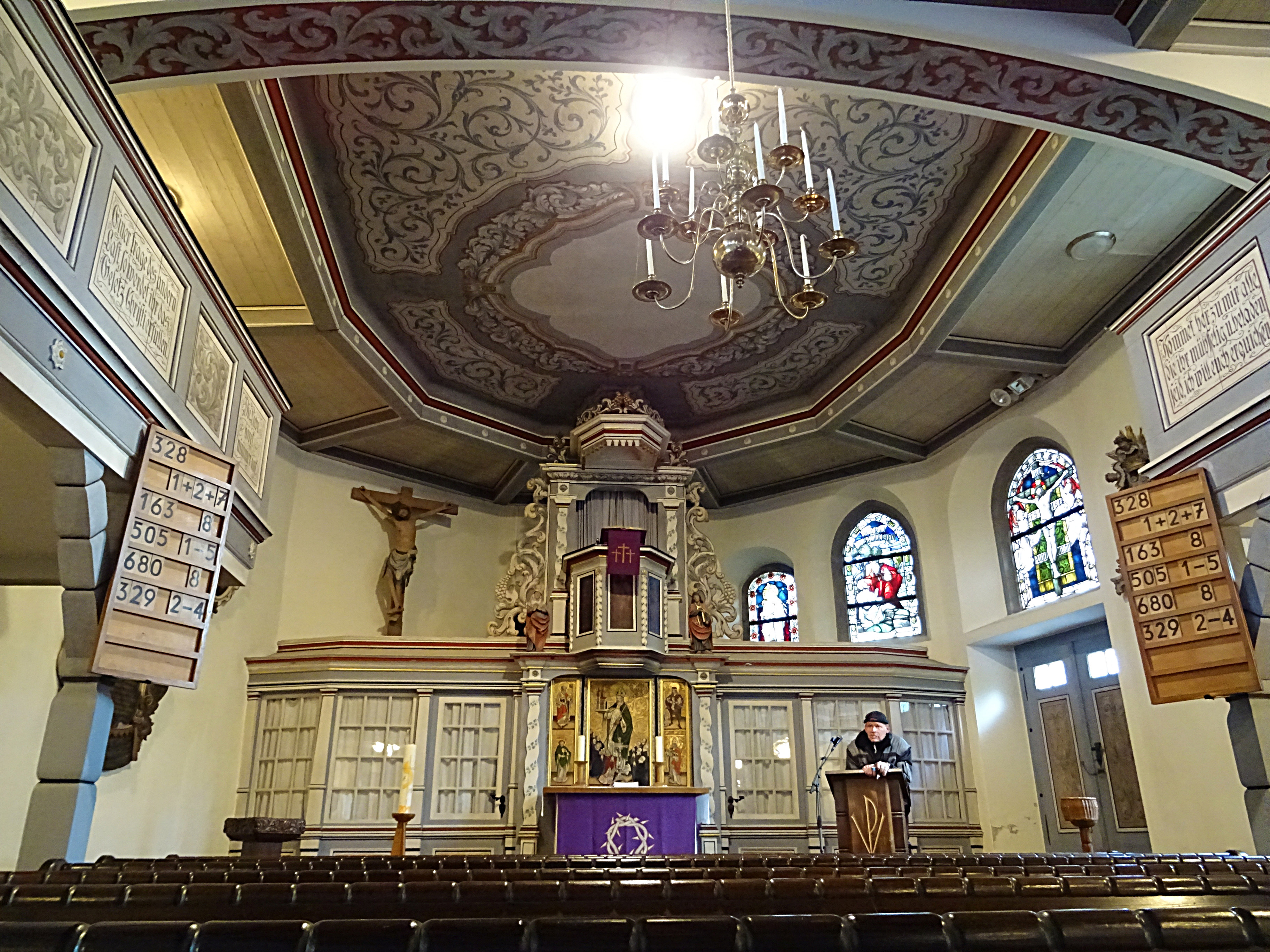
Innenansicht

Die evangelisch-lutherische, denkmalgeschützte Spitalkirche St. Laurentius steht in Neustadt an der Orla, einer Kleinstadt im Saale-Orla-Kreis von Thüringen. Sie gehört zur Kirchengemeinde Neustadt/Orla im Pfarrbereich Neustadt/Orla im Kirchenkreis Schleiz der Evangelischen Kirche in Mitteldeutschland.

## Geschichte
1451 wurde dem heiligen Laurentius eine Kapelle geweiht. Auf dem Merianstich von Neustadt aus der Mitte des 17. Jahrhunderts ist bereits eine Kirche mit einem polygonalen Ostabschluss und einem Dachreiter abgebildet. 1721 wurde der Innenraum neu gestaltet. 1914 wurde die Kirche bis auf die Grundmauern abgerissen und bis 1916 neu aufgebaut. 1973 wurde die Ausmalung von 1916 erneuert. 1984 wurde das einstige Hospital abgerissen, die Kirche jedoch blieb erhalten. Seit der Reformation diente sie als Friedhofskapelle, nach 1945 zusätzlich als Winterkirche.

## Beschreibung
Das Innere der Saalkirche hat eine ornamental bemalte Holzbalkendecke, passend zu den eingeschossigen Emporen. Die Sakristei im Osten ist durch einen Kanzelaltar von 1721 abgetrennt. Am Kanzelkorb sind Jesus Christus und die vier Evangelisten gemalt, rechts und links zwei Schnitzfiguren aus dem 16. Jahrhundert angebracht, die Johannes und Maria darstellen. Über dem Kanzelaltar sind drei Glasfenster zu sehen. Zwischen dem Altar und der Kanzel befindet sich ein Flügelaltar aus dem ehemaligen Augustinerkloster mit einem Tafelbild von 1495. Im Bild in der Mitte ist der heilige Wolfgang dargestellt, in den Flügeln sind der heilige Petrus und der Apostel Johannes (links), sowie der heilige Martin und Augustinus (rechts) abgebildet. Die Rückseite des Altars ist nur von der Sakristei zugänglich, sie zeigt Christus am Kreuz, Maria und Johannes sowie den Stifter des Altars, links Katharina, rechts Margarethe. Die Herkunft des Werkes ist unklar, es ist 1524 in die Spitalkirche gekommen. Neben dem Kanzelkorb stehen geschnitzte Statuetten einer ehemaligen Kreuzigungsgruppe, an der Nordostwand das dazugehörige Kruzifix, geschaffen am Ende des 15./Anfang des 16. Jahrhunderts. Im Chor sind drei hölzerne Epitaphe des 18. Jahrhunderts, im Kirchenschiff ein weiteres Epitaph. Die Empore umzieht den Raum hufeisenförmig. Ihre Brüstung ist mit Sprüchen und Ornamenten bemalt. Im Dachreiter hängen zwei Bronzeglocken. Die Orgel mit 6 Registern, verteilt auf ein Manual und ein Pedal, wurde 1896 von dem Orgelbauer Hugo Schramm aus Bürgel gebaut.
Im westlichen Teil des Gebäudes sind Wohnungen. Um die Kirche sind Grabmäler aus dem 18. Jahrhundert angeordnet.

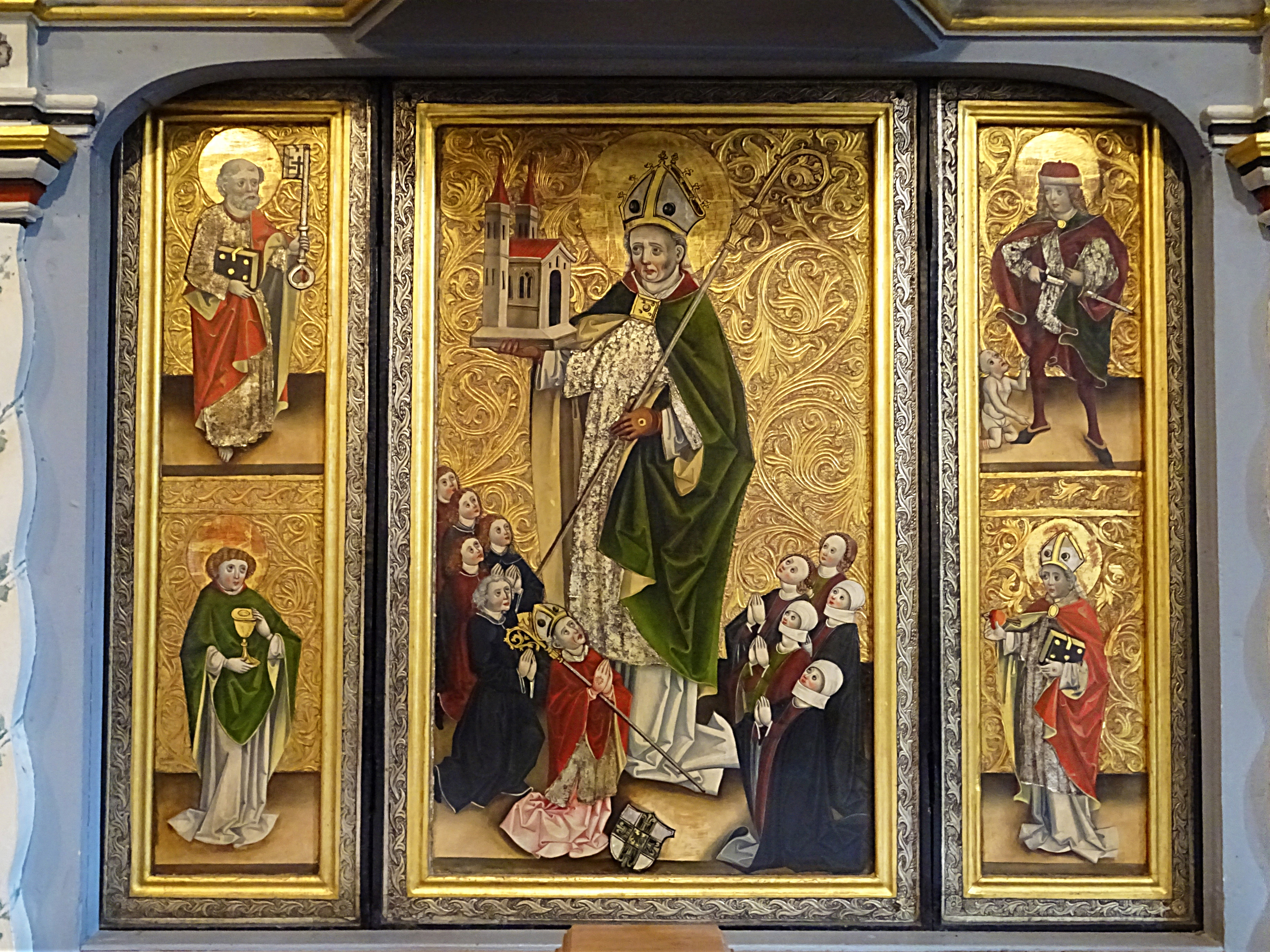
Flügelaltar Vorderseite
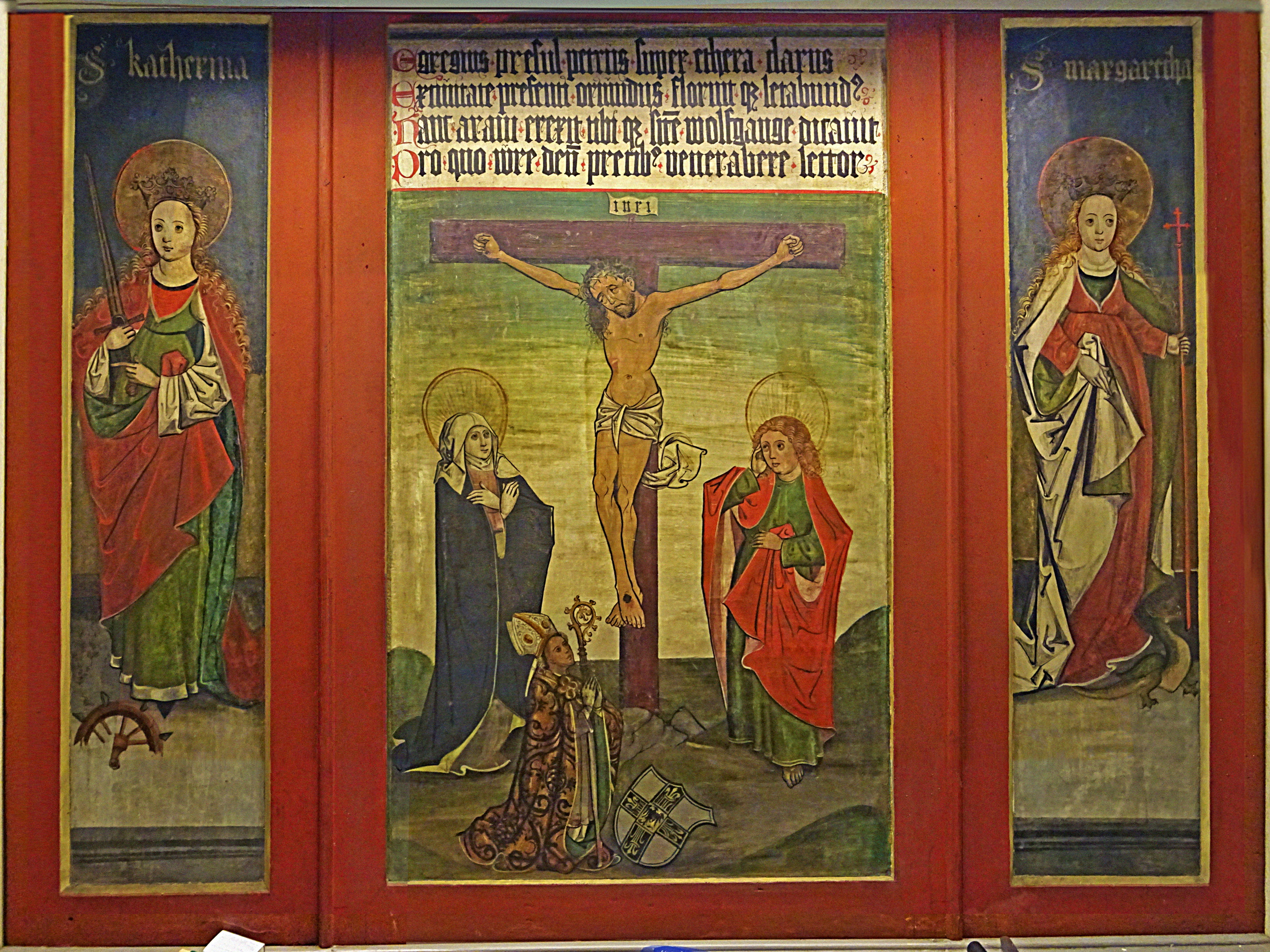
Flügelaltar Rückseite
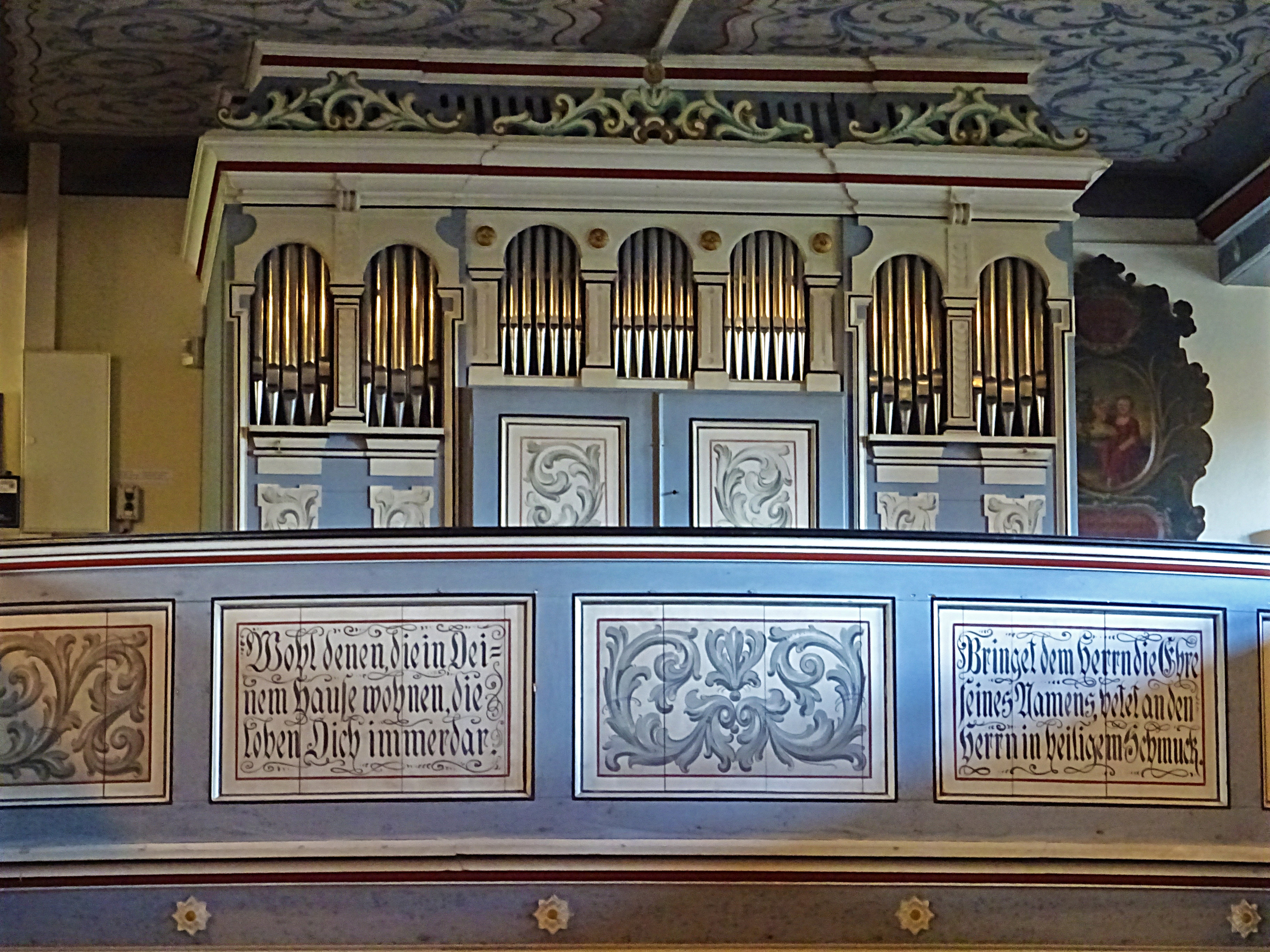
Schramm-Orgel